# Will Fuller
(en) Statistiques sur pro-football-reference
William Vincent Fuller V , dit Will Fuller, né le 16 avril 1994 à Philadelphie, est un joueur américain de football américain. Il joue comme wide receiver pour les Dolphins de Miami dans la National Football League (NFL).

## Biographie

### Carrière universitaire
Étudiant à l'Université Notre-Dame, il a joué pour l'équipe des Fighting Irish de 2012 à 2015. Peu utilisé à sa première saison universitaire, il se démarque la saison suivante avec 1 094 yards sur 76 réceptions et 15 touchdowns marqués, et une mention honorable dans l'équipe All-America. Il confirme lors de la saison 2015 avec une production de 1 258 yards gagnés en réception et une présence dans la deuxième équipe-type All-America.

### Carrière professionnelle
Il est sélectionné au premier tour par les Texans de Houston, au 21e rang, lors de la draft 2016 de la NFL.

## Statistiques
| Année              | Équipe             | MJ                 |     | Passes réceptionnées | Passes réceptionnées | Passes réceptionnées | Passes réceptionnées |       | Courses | Courses | Courses | Courses |  | Fumbles | Fumbles |
| Année              | Équipe             | MJ                 | Nb. | Yards                | Moy.                 | TD                   | Nb.                  | Yards | Moy.    | TD      | Nb.     | Perdus  |  |         |         |
| 2016               | Texans de Houston  | 14                 | 47  | 635                  | 13,5                 | 2                    | 1                    | -3    | -3      | 0       | 2       | 0       |  |         |         |
| 2017               | Texans de Houston  | 10                 | 28  | 423                  | 15,1                 | 7                    | 2                    | 9     | 4,5     | 0       | 0       | 0       |  |         |         |
| 2018               | Texans de Houston  | 7                  | 32  | 503                  | 15,7                 | 4                    | -                    | -     | -       | -       | 0       | 0       |  |         |         |
| 2019               | Texans de Houston  | 11                 | 49  | 670                  | 13,7                 | 3                    | -                    | -     | -       | -       | 1       | 0       |  |         |         |
| 2020               | Texans de Houston  | 11                 | 53  | 879                  | 16,6                 | 8                    | 1                    | 0     | 0       | 0       | 0       | 0       |  |         |         |
| Totaux en carrière | Totaux en carrière | Totaux en carrière | 209 | 3 310                | 14,9                 | 24                   | 4                    | 6     | 2       | 0       | 3       | 0       |  |         |         |